# Ахмад II аль-Мустаин
Ахмад II ал-Мустаин (араб.  المستعين بن هود‎; погиб 24 января 1110) — восьмой независимый эмир Сарагосы в 1085—1110 годах, происходил из рода Худидов. В 1110 году Сарагоса была захвачена Альморавидами, и преемники Ахмада II уже являлись их вассалами.

## Биография
Во время правления Ахмада II ал-Мустаина Сарагоса испытывала мощное давление с севера и с запада, со стороны христианских королевств Арагон и Кастилия и Леон. Тайфа оказалась втянута в череду пограничных сражений и всё более слабела, как и другие мусульманские тайфы Испании того времени.
В этой ситуации эмир Севильи аль-Мутамид ибн Аббад обратился к эмирам Бадахоса и Гранады с призывом совместно запросить помощи у эмира альморавидов Юсуфа ибн Ташфина, который отозвался на призыв и смог разбить войска коалиции христианских королевств во главе с Альфонсо VI в 1086 году в битве при Заллаке. Это поражение сняло внешнее давление христиан с Сарагосы на некоторое время; в том же году город был осажден Альфонсо VI, и Мустаину пришлось впустить войска альморавидов, чтобы не пасть под христианским напором.
В 1090 году альморавиды воссоединили тайфы Испании как протектораты под центральной власти Марракеша и лишили власти всех эмиров тайф, кроме Ахмада II ал-Мустаина, у которого были хорошие отношения с альморавидами, сохранив при этом формальную независимость Сарагосы. Так Сарагоса осталась единственным форпостом мусульман в аль-Андалусе, не вошедшим в состав империи альморавидов.
Тем не менее, христиане продолжали наступление на тайфу. Монсон пал в 1089 году, Балагер — в 1091 году, а Уэска — в 1096 году после битвы при Алкорасе. Пытаясь противостоять арагонцам, ал-Мустаин был вынужден платить дань Альфонсо VI.
Ахмаду II ал-Мустаину удавалось сохранять сложный политический баланс между двух огней, но в 1110 году он потерпел поражение и погиб в битве при Валтьерре, сражаясь с войсками Альфонсо I Арагонского.